# Падерино (Тверская область)
Падерино — деревня в Торжокском районе Тверской области России. Входит в состав сельского поселения Страшевичское.

## История
В 1965 г. Указом Президиума ВС РСФСР деревня Еруны переименована в честь Якова Николаевича Падерина и стала называться Падерино.

## Население
| 2010 |
| ---- |
| 9    |